# UCI-ploegenclassificatie
Dit artikel geeft een overzicht van de UCI-criteria voor classificatie van wielerploegen.
Om voor een bepaald jaar als professionele wielerploeg in aanmerking te komen moet een wielerploeg volledige tewerkstelling tijdens het ganse jaar verlenen aan minstens:
- 14 wielrenners
- 2 ploegleiders
- 3 andere teamleden (mechaniekers, medische staf, etc.)

De professionele wielerploeg omvat alle renners die bij de wereldwielerbond UCI werden geregistreerd evenals de werkgever, de sponsors en alle andere personen die door de werkgever of de sponsors gecontracteerd worden om de werking van de ploeg mogelijk te maken, zoals ploegleiders, verzorgers, trainers, medisch personeel, mechaniekers enzovoorts. De wielrenners zijn verplicht zich te onderwerpen aan het systeem van het biologisch paspoort.
De UCI maakt verder een onderscheid tussen World Tour-ploegen, professionele continentale en continentale ploegen.

## WorldTour-wielerploegen
Naar aanleiding van het samenvoegen van de UCI ProTour en de Historische kalender vanaf 2011 werd het begrip ProTour-wielerploeg gewijzigd in WorldTour-wielerploeg.
Het aantal WorldTour-ploegen is beperkt tot 18. In eerste instantie moeten ze voldoen aan de criteria die de UCI oplegt aan professionele wielerploegen. Bovendien wordt rekening gehouden met sportieve, ethische, financiële en administratieve factoren. Wat de sportieve criteria betreft wordt gekeken naar de resultaten van de aangesloten renners tijdens de laatste 2 jaar. Wereldrankings en prestaties in de belangrijkste eendagswedstrijden en rondes spelen daarin een grote rol. De UCI WorldTour-ploegen hebben het recht, maar ook de plicht deel te nemen aan alle wedstrijden van de UCI World Tour. Zij mogen daarbij wel zelf bepalen welke renner in welke wedstrijd uitkomt. Ze kunnen daarnaast ook deelnemen aan de wedstrijden binnen de Continental Circuits.

## Professionele continentale wielerploegen
Ploegen die niet voldoen aan de strengere criteria voor WorldTour-status, komen in deze categorie terecht. De aanduiding wordt vaak ingekort tot pro-continentaal (Engels: Pro Continental).
Deze ploegen nemen hoofdzakelijk deel aan wedstrijden van de Continental Circuits. Zij worden niet automatisch uitgenodigd om aan de UCI World Tour deel te nemen, maar verkrijgen vaak wel via het systeem van wildcards toegang tot enkele van de belangrijkste wedstrijden in die competitie. Daardoor wordt het voor lokale ploegen mogelijk deel te nemen aan belangrijke internationale wedstrijden in hun eigen land of regio.

## Continentale wielerploegen
Sommige van de continentale ploegen zijn kleine, minder professionele teams, maar er zijn ook continentale ploegen die zowel qua renners als qua budget met de UCI World Tour-ploegen kunnen wedijveren. Ook zijn er enkele ploegen bij die enkel veldrijders in hun rangen hebben, zoals Telenet-Fidea en Sunweb-Revor, en door het gebrek aan UCI-punten die enkel op de weg te winnen zijn, niet in aanmerking komen voor de World Tour. Een aantal UCI World Tour-ploegen hebben opleidingsteams onder zich in de vorm van een continentale ploeg (zoals vroeger met het Rabobank Continental Team).
Continentale ploegen nemen deel aan wedstrijden van de Continental Circuits, elk in hun continent.